# Мартинес, Луис Фелипе
Лу́ис Фели́пе Марти́нес Са́нчес (исп. Luis Felipe Martínez Sánchez; 26 мая 1955) — кубинский боксёр средних весовых категорий, выступал за сборную Кубы во второй половине 1970-х годов. Бронзовый призёр летних Олимпийских игр в Монреале, обладатель серебряной медали чемпионата мира, чемпион Центральной Америки и Карибского бассейна, победитель многих международных турниров и национальных первенств.

## Биография
Луис Фелипе Мартинес родился 26 мая 1955 года. Первого серьёзного успеха на ринге добился в 1974 году, когда в среднем весе выиграл серебряную медаль на чемпионате Центральной Америки и Карибского бассейна в Каракасе. Год спустя стал чемпионом Кубы, ещё через год повторил это достижение и благодаря череде удачных выступлений удостоился права защищать честь страны на летних Олимпийских играх 1976 года в Монреале. На Олимпиаде, выступая во второй средней весовой категории, сумел дойти до стадии полуфиналов, после чего со счётом 2:3 проиграл советскому боксёру Руфату Рискиеву.
Получив бронзовую олимпийскую медаль, Мартинес продолжил выходить на ринг, принимая участие в крупнейших международных турнирах. В 1977 году он выиграл чемпионат Центральной Америки и Карибского бассейна, прошедший в Панама-Сити. В 1978 году в третий раз занял первое место на чемпионате Кубы и побывал на чемпионате мира в Белграде, откуда привёз медаль серебряного достоинства (в финальном матче со счётом 2:3 уступил боксёру из СССР Виктору Савченко). Вскоре после этих соревнований принял решение завершить карьеру спортсмена и покинул сборную.